# Wilkasy Niegocin
Wilkasy Niegocin – przystanek osobowy (dawniej Niegocin) nad jeziorem Niegocin w miejscowości Giżycko, w województwie warmińsko-mazurskim, w Polsce. Znajduje się na linii kolejowej 38 Białystok – Głomno, w miejscowości Wilkasy.
W grudniu 2023 roku PKP PLK zmieniło nazwę z Niegocin na Wilkasy Niegocin, dostosowując nazwę przystanku do nazwy miejscowości.

## Ruch pasażerski
| Rok  | Wymiana pasażerska na dobę |
| ---- | -------------------------- |
| 2017 | 0–9                        |
| 2022 | 20–49                      |